# Caino! (film 1949)
Caino! è un film del 1949 diretto da Harald Reinl, tratto dal romanzo Bergkristall di Adalbert Stifter.

## Trama
Montagne del Tirolo. Franz, giovane bracconiere, è innamorato di Sanna, figlia di un tintore che vive dall'altra parte del crinale. Alle gare di tiro Franz sconfigge il suo rivale in amore, il guardiacaccia del paese, e vince il primo premio. Per poter sposare Sanna, promette di rinunciare alla caccia di frodo ma un giorno, trovandosi solo sulla montagna di fronte a un capriolo, non sa resistere alla tentazione e spara, uccidendo l'animale. Il guardiacaccia lo coglie sul fatto e fra i due vi è uno scambio di colpi di fucile: Franz rimane ferito e il guardiacaccia tenta di scappare, ma scivola sulla neve e precipita in un crepaccio; il cadavere non viene ritrovato.
Quando Franz torna ferito nel villaggio, tutti pensano che abbia assassinato il rivale e, benché il tribunale lo assolva per insufficienza di prove, i paesani e perfino i genitori di Sanna finiscono col metterlo al bando. Esasperato dall'emarginazione, Franz si dà all'alcol trascurando lavoro e famiglia. La vigilia di Natale di qualche anno dopo, Sanna manda i suoi due bambini dalla nonna, ma essi decidono di salire in montagna alla ricerca di Gesù bambino, giacché il padre non tollera che in casa si costruisca un albero di Natale. La sera, preoccupato per la loro assenza, Franz con alcuni amici parte alla loro ricerca e li trova addormentati sulla neve. Persi nel ghiacciaio, in una grotta ritrovano il cadavere del guardiacaccia, che non mostra ferite da sparo. Franz viene così finalmente riabilitato e ritrova la sua fede in Dio e nelle persone.

## Produzione
Harald Reinl, dopo aver lavorato come assistente con Leni Riefenstahl, aveva fatto il suo debutto alla regia nel 1948 con il cortometraggio Dieci anni dopo (Zehn Jahre später) per i produttori Josef Plesner e Hubert Schonger. Soddisfatti del risultato, gli stessi produttori gli diedero la possibilità di realizzare il suo primo film a soggetto. Le riprese si svolsero nell'inverno 1948-49. Gli interni furono girati a Kufstein, le riprese in esterno a Kitzbühel e sulle montagne del Tirolo austriaco. Oltre agli attori professionisti, nel film recitarono anche contadini, cacciatori e pastori del posto. La prima ebbe luogo a Vienna il 23 ottobre 1949, mentre in Germania  il film debuttò a Monaco il 22 dicembre 1949.